# 徐欽 (成化進士)
徐欽（1436年—？），字敬之，錦衣衛軍籍應天府江寧縣人，明朝政治人物。

## 生平
順天府鄉試第二名舉人。成化十七年（1481年）中式辛丑科會試第九十九名，三甲第一百三十九名進士。

## 家族
祖父徐福廣；父徐智，母周氏。永感下。